# Hybatelé
Ghostwritten (v českém překladu Hybatelé) je první román od Davida Mitchella vydaný roku 1999 a oceněný John Llewellyn Rhys Prize. Přeložen do češtiny byl Lenkou Pavlovskou roku 2005. Román je tvořen 10 samostatnými kapitolami odehrávajícími se okolo roku 2000 na různých místech, jež jsou však společně částečně propojeny. Kniha je inspirována východoasijskou kulturou, pověstmi, taktéž odkazuje na skutečné události nebo již existující knižní díla.
Termín ghostwriter označuje autora, který píše, skládá či jinak produkuje díla, pod nimiž jsou podepsáni jiní lidé. Typickým ghostwriterem je například autor cizí autobiografie či hudební skladatel, jehož kompozice jsou zcela připsány jinému skladateli.

## Nástin děje

### Okinawa
V první kapitole sledujeme Japonce, který si říká Kvazar a je členem radikálního teroristického kultu podnikajícího plynové útoky, jež mají „očistit” a povznést obyčejné lidi, kteří jsou „pošpiněni” globalizací a populární kulturou. Kvazar se po tokijském útoku v metru ukrývá na ostrově Okinawa, kde se vydává za informatika a čeká na další pokyny od vůdce kultu „Jeho Osvícenosti”, který má jako ostatní členové skupiny údajné nadpřirozené schopnosti (telepatie, teleportace, procházení zdí). Kvazar je znechucen obyčejnými lidmi a s nadšením očekává soudný den, během kterého má kolem Země prolétnout kometa, jež spálí všechny nečisté a nastolí nový řád. Kvazarovi však dochází peníze a tak volá na číslo, jež mu poskytla teroristická buňka a zanechává zde vzkaz „pes se musí nažrat”. Po nějaké době přichází šok, když je ústředí kultu rozprášeno policií a členové zatknuti. Kvazar však nadále zůstává na ostrově mezi nic netušícími obyvateli.

### Tokio
Ve druhé kapitole se přesouváme do Tokia a sledujeme mladíka jménem Satoru, nadšeného jazzového saxofonistu a prodavače v obchodě s nahrávkami, jež patří jeho nevypočitatelnému kamarádovi. Satorova matka byla Filipínka, kterou deportovali zpět do země a svého otce nikdy nepotkal. Jednoho dne navštíví obchod trojice dívek, z nichž jedna Satora okouzlí. Po nějaké době, když Satoru uzavírá obchod, zazvoní telefon a on se ho rozhodne ještě zvednout. Na druhé straně se ozve „pes se musí nažrat” a poté se hovor přeruší. Tímto telefonátem se však prodlouží Satorova doba v obchodě, a proto ho tam zastihne tajemná dívka z dřívějška, která se jmenuje Tomoyo. Začnou spolu mluvit a později i navážou vztah. Tomoyo je však napůl Japonka a napůl Číňanka, která žije v Hongkongu, kam se také vrací. Satoru se však na konci kapitoly rozhodne, že vztah jen tak neukončí a přijede ji navštívit.

### Hongkong
Ve třetí kapitole sledujeme finančního právníka Neala Brose, jež pracuje v Hongkongu pro nadnárodní společnost Angličana Denholma Cavendishe. Neal se jednoho dne rozhodne nevydat se do práce a raději si vyrazí na procházku po okolí, kde přemítá nad svými dřívějšími činy. Neal přemýšlí nad svojí pracovní kariérou, nad finančními podvody, kterých byl součástí a nad následky jeho pracovní absence a zničení jeho kufříku s důležitými dokumenty. Vzpomíná na svoji ženu Katy Forbesovou, která se s ním rozvedla, jelikož pár nemohl mít děti, na zamilovanou dívku a chlapce s pouzdrem na saxofon, které viděl u stánku s občerstvením, vzpomíná na pobyt ve svém hongkongském bytu, ve kterém straší malá holčička i na čínskou pokojskou, se kterou měl Neal poměr. Když konečně vystoupá kopec k buddhistickému chrámu, náhle umírá na záchvat způsobeným skrytou cukrovkou.

### Svatá Hora
Čtvrtá kapitola vypráví příběh čínské ženy, jež provozuje čajovnu na úpatí posvátné hory Emej. Sledujeme její příběh téměř od dětství a prožíváme s ní nejdůležitější mezníky ve vývoji novodobé Číny. V raném věku byla znásilněna a následně porodila holčičku, jež vychovávali její příbuzní v Hongkongu, a kterou nikdy nepotkala. Během komunistické revoluce, následné bídy, vraždění a ničení nikdy neopustila čajovnu, ubytovávala mnichy, starala se o pocestné, dopisovala si se svojí dcerou, od které se dozvěděla, že se její vnučka stala pokojskou a promlouvala se starým stromem, který rostl blízko. Na sklonku svého života se vydává na vrcholek hory, který je sice v obležení stánků a turistů, avšak přesto je srdečně přivítána mnichy, kteří jí vyjadřují za její nezdolné činy vděk.

### Mongolsko
V páté kapitole sledujeme zvláštní netělesnou bytost, která byla během svého bytí pojmenována noncorpum. Samotná bytost má schopnost převtělovat se dotykem do různých lidí a občas jim pozměnit paměť či kontrolovat jejich činy. Noncorpum se skrze putování po Mongolsku, kam ho zavedl pobyt v čínské čajovně, kde byl v mysli stařenky, se kterou promlouval skrze strom, snaží zjistit původ svého bytí a vypátrat kořeny tradiční mongolské pověsti o třech zvířatech, kterým záleží na osudu světa. Začínáme u dánského turisty Caspara, který putuje s Novozélanďankou Sherry po Mongolsku, přesouváme se do místních obyvatel, do nájemného zabijáka jménem Suchbátar, kterého opouštíme, aby následně o nějakou dobu později zabil muže, jehož mysl noncorpum obývalo. To netuší, co se děje poté, co zemře člověk, kterého obývá. Ocitá se v tradičním mongolském stanu geru s několika dalšími duchy, než se o tři měsíce později objeví v mysli nově narozené holčičky. Tu opouští, aby pokračovalo v hledání skrze jejího otce, avšak holčičky stav se rapidně zhorší. Noncorpum se dostává do mysli její babičky, která ho uvítá, a od které se dozvídá svůj původ. Dříve bylo duší mladého chlapce, kterou se pokusili zachránit buddhističtí mnichové, když měl být i s nimi popraven komunisty. Jeho duše se měla převtělit do malé holčičky, jež žila nedaleko, avšak spojení přerušil voják a holčičce, dnes již stařence, zůstaly pouze vzpomínky. Noncorpum se poté rozhodne vrátit jako skutečná duše do novorozené holčičky, čímž jí zachrání život.

### Petrohrad
V šesté kapitole sledujeme Rusku Margaritu Latunskou, kurátorku petrohradského muzea, která je zapojena se svým přítelem Rudim do rozsáhlé krádeže obrazů. Margarita se nechává využívat ředitelem muzea, zatímco Angličan Jerome vytváří téměř dokonalé kopie obrazů a Rudi je pak jako uklízeč vyměňuje. Skupina pracuje pro bosse Grigorskiho, jež se dostal do problémů poté, co byly zpřetrhány vazby na jeho činnost v Hongkongu. Margarita během dohlížení na obrazy vzpomíná na svoji minulost a slávu co by žena komunistického admirála a plánuje bohatou budoucnost s Rudim ve Švýcarsku. Poslední krádež však nevychází podle plánů a Rudi je zabit Jeromem, jelikož ve skupině vznikla panika vyvolaná Grigorskim. Ten do Petrohradu vyslal Suchbátara, aby otestoval Rudiho věrnost poté, co řekl Grigorskimu, že osoba, se kterou spravoval jeho účty, zemřela na cukrovku. Grigoski má však dojem, že si Rudi nechává peníze pro sebe. Margarita zastřelí Jeroma a chce zabít i Suchbátara, nemá však náboje a ten odchází i s obrazem pryč, zatímco ona zůstává v bytě Jeroma a zdrceně přemítá nad tím, zda to vše není jen zlý sen.

### Londýn
V sedmé kapitole sledujeme ghostwritera a bubeníka Marca, který sepisuje paměti postaršího homosexuála maďarského původu Alfréda. Marco se po společně strávené noci probouzí v bytě Katy Forbesové, odkud odchází, když jí pošťák doručí staré křeslo od svého zesnulého manžela. Po cestě zachrání neznámou ženu před koly taxíku, která v něm pak kvapně odjede na letiště. Později ho kvůli této události vyslýchají tři muži v oblecích. Marco nejdříve navštíví Alfréda, který mu vypráví podivnou příhodu o tom, jak v roce 1947 pronásledoval své druhé já. Když čekal v kavárně, viděl, jak on sám na chodníku sbírá klobouk. Rozhodl se tedy za sebou běžet, aby se dostihl a přes celé město ho druhé já zavedlo znovu před kavárnu, kde mu vítr sfoukl klobouk. Marco odchází poté, co přijde Alfrédovi jeho přítel oznámit, že jejich společný kamarád Jerome zemřel. Marco se vydává za nakladatelem Timem Cavendishem, který je však vyrušen nenadálými zmatky na hongkongském trhu. Večer přichází za Marcem jeho bratranec Gibreel a společně s Marcem se stávají součástí sázky dvou Íránců. Každému je dána finanční částka a oba mají v kasinu soutěžit o to, kdo vyhraje více peněz. Marco si však vybere obnos navíc, což vyvolá rvačku a on tak získává výhru pro sebe. Místo aby pokračoval v bohémském životě, rozhodne se zavolat své přítelkyni Poppy a požádat ji o ruku.

### Clear Island
V osmé kapitole sledujeme irskou fyzičku Mo Muntervaryovou, která se po zjištění, že je její výzkum využíván pro vojenské účely, rozhodne od americké společnosti odejít. Texasanovi a majitelovi společnosti panu Stolzovi se to však nezamlouvá a tlačí na Mo, aby ve švýcarském výzkumu pokračovala. Ta se však rozhodne k útěku, cestuje po světě, setkává se s například s Novozélanďankou Sherry a vidí v Hongkongu zemřít muže u buddhistického chrámu. Během svého ukrývání pracuje na svých teoriích o kvantové kognici. Nakonec se vrací přes Londýn, kde ji málem srazí taxík, do rodného Irska na ostrov Clear Island, aby zde nějakou dobu pobyla se svým slepým manželem a synem. Za tři dny je vypátrána, avšak své teorie před příletem pana Stolze zničí, a tím si zajistí možnost nadiktovat si podmínky pro svůj návrat k projektu. Do Texasu odlétá s manželem a doufají, že se jim podaří domluvit i přílet syna.

### Noční vlak
V deváté kapitole sledujeme rádiového diskžokeje Strýčka Sýčka, který moderuje show Noční vlak. Sem mu často volá několik podivných lidí, avšak je to někdo, kdo si říká Krotitel, který upoutá pozornost nejen moderátora, ale i posluchačů. Krotitel volá každý rok 30. listopadu a neustále se potýká s etickými problémy a reviduje čtyři neznámé zákony. Je schopný napojovat se na družice a vyprávět Strýčkovi Sýčkovi a posluchačům, co se děje na různých místech světa. Ti to však považují za hereckou etudu a Krotitele, jež se stará o svůj Cirkus, za pomateného člověka. Každý rok však zjišťujeme nové skutečnosti a skrze telefonát jiného noncorpa zjišťujeme, že tato bytost obývala mysl Mo Muntervaryové, která vytvořila během svého výzkumu umělou inteligenci, Krotitele, jež měla dohlížet na chod světa. Krotitelovi se několikrát podařilo zachránit svět před zkázou (postavil ekonomiku zpět na nohy, zabránil Americe a islámským zemím, aby proti sobě vypustili jaderné rakety, informoval vědce o blížící se kometě), avšak neustále se potýká s dilematem, které mu zabraňuje zabít člověka, i když by mohl zachránit životy jiných. Příkladem je vyvražděná africká vesnice, ze které odjíždí milice. Strýček Sýček tedy Krotitelovi doporučí, aby poškodil skrze satelit blízký most a zabil tak vojáky v autě nepřímo.

### Metro
V desáté a poslední kapitole se krátce vracíme zpět za Kvazarem, který ve vlaku metra odjistil chemickou nálož a snaží se protlačit skrze cestující z vagónu. Na své strastiplné cestě ven se mu před očima promítají lidé a věci, které odkazují na předešlé příběhy. Slyší muže, který poslouchá jazz, vidí knihu o buddhismu, mongolského chána, Petrohrad, plánek londýnského metra, irskou whisky, slyší sovu, která mluví o rádiu Strýčka Sýčka. Kvazar se nakonec z vlaku dostává a sleduje ho, jak zajíždí do tmy.